# Augsburgi S-Bahn
A RegioSchienenTakt (magyar nyelven: augsburgi regionális vasúti járatok) az Augsburgi Közlekedési Szövetség egyik projektje, amelynek célja, hogy az augsburgi agglomerációt hatékony helyi vasúti személyszállítási szolgáltatással lássa el. Ennek keretében a jelenleg Augsburg felé sugárirányban közlekedő regionális vasútvonalakat több átmenő vonal váltja majd fel. A központi csomópontként az augsburgi főpályaudvar fog szolgálni.

## Augsburg főpályaudvar mobilitási csomópont
A jelenlegi tervek alapvető eleme az augsburgi főpályaudvar átalakítása és bővítése úgynevezett mobilitási csomóponttá, amely a helyi, regionális és távolsági közlekedés csomópontjaként fog szolgálni. Ennek keretében a Regio-Schienen-Takt összes vonala a főpályaudvart fogja kiszolgálni, de a legtöbb vonat nem ott fog végződni. Az egymásra hangolt menetrendek révén rövidebb várakozási és így utazási idők is elérhetők lesznek.
A tervek a következő intézkedéseket irányozzák elő:
- A pályaudvar bővítése egy további peronnal
- Átalakítási munkálatok a pályaudvar teljes akadálymentesítésére
- Egy földalatti megálló építése az augsburgi villamos több vonalának kiszolgálására

A főpályaudvar átalakítása 2012-ben kezdődött a pályaudvar alatti villamosalagút építésével, egyidejűleg az augsburgi Königsplatz megálló átalakításával. A Königsplatzon található új átszálló csomópont már 2013. december 15-én üzembe helyezésre került. A vasútállomáson a szimbolikus építkezés 2015 júliusában kezdődött. 2021 márciusában történt az alagút áttörése.. A villamosalagút többszöri halasztás után 2027 júliusáig üzembe helyezésre kerül.

## Vonalak és állomások
| Vasútvonal | Hossz | Állomások         |
| --- | ----- | ----------------- |
| Paartalbahn A. Hauptbahnhof – A. Haunstetter Straße – A.-Hochzoll – Friedberg – Paar – Dasing – Obergriesbach – Aichach – Radersdorf (– Ingolstadt)                                                                                           | 32 km | 9                 |
| München–Augsburg-vasútvonal A. Hauptbahnhof – A. Haunstetterstraße – A.-Hochzoll – Kissing – Mering-St. Afra – Mering – Althegnenberg – Haspelmoor – Mammendorf (– München Hbf)                                                               | 31 km | 9                 |
| Ammerseebahn A. Hauptbahnhof – A. Haunstetterstraße – A.-Hochzoll – Kissing – Mering-St. Afra – Mering – Merching – Schmiechen (– Geltendorf – Weilheim)                                                                                      | 22 km | 8                 |
| Lechfeldbahn A. Hauptbahnhof – A. Morellstraße – A. Messe – Inningen – Bobingen – Oberottmarshausen – Graben (Lechfeld)-Gewerbepark – Lagerlechfeld – Klosterlechfeld (– Landsberg (Lech))                                                    | 25 km | 9                 |
| Augsburg–Buchloe-vasútvonal A. Hauptbahnhof – A. Morellstraße – A. Messe – Inningen – Bobingen – Schwabmünchen (– Buchloe) | 25 km | 6                 |
| Staudenbahn (Gessertshausen–Langenneufnach ab Dezember 2022) A. Hauptbahnhof – A.-Oberhausen – A. Hirblinger Straße – Neusäß – Westheim – Vogelsang – Diedorf – Gessertshausen (– Margertshausen – Fischach – Wollmetshofen – Langenneufnach) | 42 km | 8 (tervezett: 12) |
| Augsburg–Ulm-vasútvonal A. Hauptbahnhof – A.-Oberhausen – A. Hirblinger Straße – Neusäß – Westheim – Vogelsang – Diedorf – Gessertshausen – Kutzenhausen – Dinkelscherben (– Ulm Hbf)                                                         | 26 km | 10                |
| Nürnberg–Augsburg-vasútvonal A. Hauptbahnhof – A.-Oberhausen – Gersthofen – Gablingen – Langweid (Lech) – Herbertshofen – Meitingen – Westendorf – Nordendorf – Mertingen – Bäumenheim – Donauwörth – Otting-Weilheim (– Treuchtlingen)       | 63 km | 13                |